# Gloster Gnatsnapper
Gloster SS.35 Gnatsnapper là một loại máy bay tiêm kích hai tầng cánh dành cho hải quân của Anh trong thập niên 1920.

## Tính năng kỹ chiến thuật (Gnatsnapper II)
Dữ liệu lấy từ Gloster Aircraft since 1917 
Đặc điểm tổng quát
- Kíp lái: 1
- Chiều dài: 24 ft 7 in (7,48 m)
- Sải cánh: 33 ft 6 in (10,20 m)
- Chiều cao: 10 ft 11 in (3,32 m)
- Diện tích cánh: 360 ft² (33,4 m²)
- Trọng lượng rỗng: 3.095 lb (1.403 kg)
- Trọng lượng có tải: 3.804 lb (1.725 kg)
- Động cơ: 1 × Armstrong Siddeley Jaguar VIII, 540 hp (403 kW)

 Hiệu suất bay 
- Vận tốc cực đại: 154 knot (177 mph, 285 km/h)
- Vận tốc tắt ngưỡng: 46 knot (53 mph, 85 km/h)
- Tầm bay: 426 NM (490 mi,[2] 789 km)
- Trần bay: 24.500 ft (7.470 m)
- Tải trên cánh: 10,6 lb/ft² (51,6 kg/m²)
- Công suất/trọng lượng: 0,14 hp/lb (0,23 kW/kg)
- Thời gian bay: 5 h
- Lên độ cao 20.000 ft (6.100 m): 19 phút

Trang bị vũ khí

- Súng: 2 x Súng máy Vickers 0.303 in